# Sibolangit (Deli Serdang)
Sibolangit ist ein Distrikt (kecamatan) im Regierungsbezirk (Kabupaten) Deli Serdang in der indonesischen Provinz Sumatra Utara. 2020 hatte der Distrikt eine Bevölkerung von 19.980 Einwohnern und eine Fläche von 179,96 km²; 2023 wurde die Bevölkerung auf 21.700 Einwohner geschätzt.

## Geographie
Der Distrikt liegt ca. 20 km südlich der Provinzhauptstadt Medan am Hang des Gunung Sibayak, welcher sich im Süden erhebt. Orte im Distrikt liegen auf Höhen zwischen 400 m und 800 m. In der Nähe liegt der Two Colours Sibolangit Waterfall (Air terjun dua warna). und eine weitere Sehenswürdigkeiten ist der Hillpark Sibolangit.
| Kecamatan Kutalimbaru Kecamatan Sei Bingai | Kecamatan Pancur Batu/Kecamatan Namo Rambe  | Kecamatan Sibiru-Biru                |
| Kecamatan Merdeka                          | Kompassrose, die auf Nachbargemeinden zeigt | Kecamatan Sinembah Tanjung Muda Hulu |
| Kecamatan Berastagi                        | Kecamatan Dolat Rayat                       | Kecamatan Barusjahe                  |

### Dörfer
30 Dörfer gehören zu dem Distrikt. Sie führen alle den Postcode 20357 und werden hier mit der Bevölkerungszahl von 2024 aufgeführt.
| - Bandar Baru (3.423) 12.07.03.2001 - Batu Layang (562) 12.07.03.2002 - Batu Mbelin (615) 12.07.03.2003 - Betimus Mbaru (369) 12.07.03.2004 - Bengkurung (350) 12.07.03.2005 - Bingkawan (857) 12.07.03.2006 - Buah Nabar (377) 12.07.03.2007 - Bukum (620) 12.07.03.2008 - Buluh Awar (384) 12.07.03.2009 - Cinta Rakyat (292) 12.07.03.2010 - Durin Serugun (684) 12.07.03.2011 - Ketangkuhen (527) 12.07.03.2012 - Kuala (357) 12.07.03.2013 - Martelu (429) 12.07.03.2014 - Negri Gugung (313) 12.07.03.2015 | - Puang Aja (375) 12.07.03.2016 - Rumah Kinangkung Suka Piring (397) 12.07.03.2017 - Rambung Baru (1.088) 12.07.03.2018 - Rumah Pil-Pil (1.149) 12.07.03.2019 - Rumah Sumbul (476) 12.07.03.2020 - Sala Bulan (374) 12.07.03.2021 - Sayum Sabah (746) 12.07.03.2022 - Sembahe (1.352) 12.07.03.2023 - Sibolangit (733) 12.07.03.2024 - Sikeben (662) 12.07.03.2025 - Suka Maju (726) 12.07.03.2026 - Suka Makmur (2.314) 12.07.03.2027 - Tambunen (645) 12.07.03.2028 - Tanjung Beringin (302) 12.07.03.2029 - Ujung Deleng (227) 12.07.03.2030 |

## Geschichte

### Katastrophen
Am 26. September 1997 stürzte der Garuda-Indonesia-Flug 152 im Wald bei Sibolangit ab.
Am 16. Mai 2016 wurden 21 Touristen durch eine Flutwelle in Sibolangit getötet. 200 Retter der Search and Rescue Agency waren im Einsatz.

## Sibolangit Nature Tourism Park

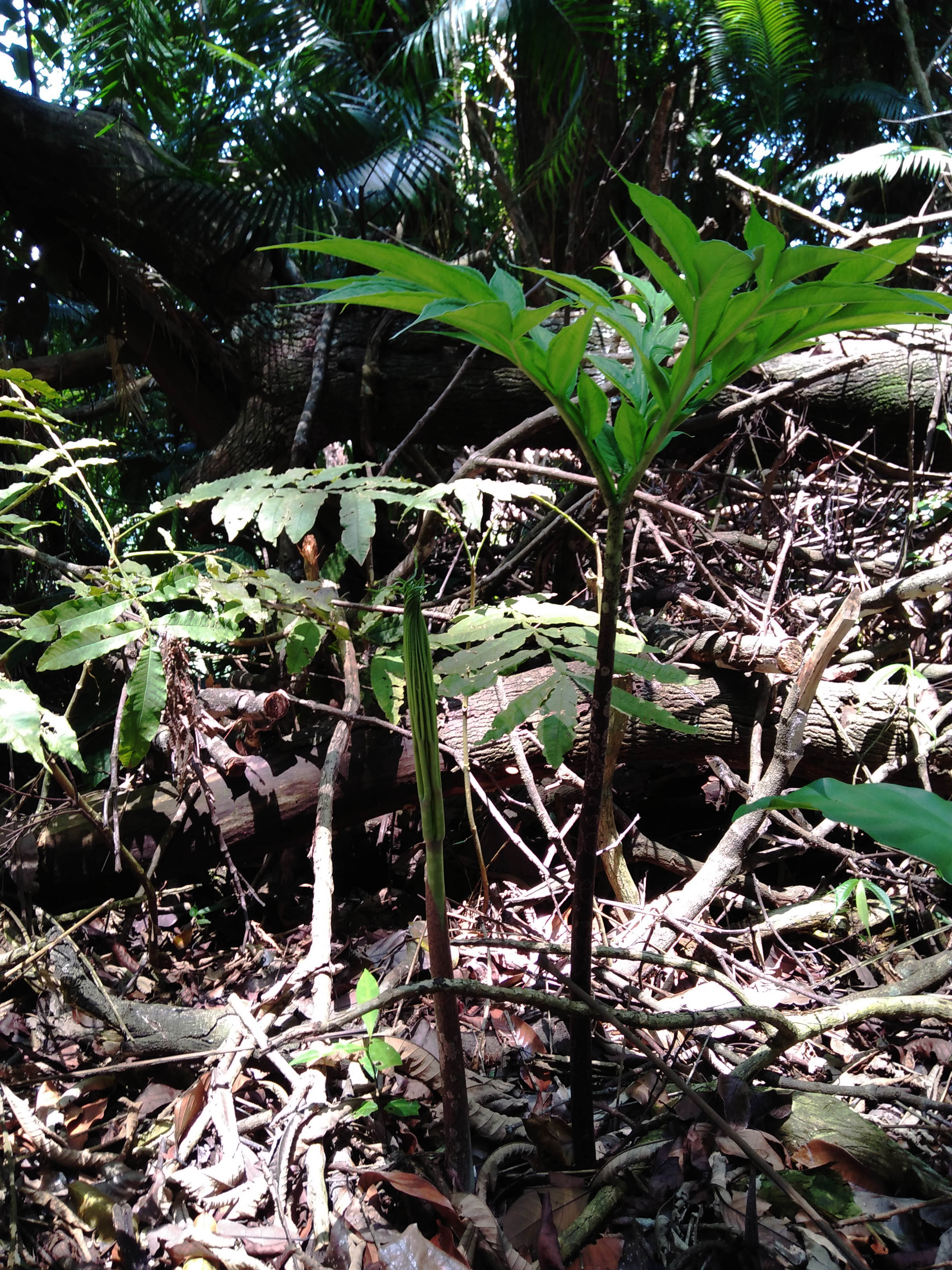
Amorphophallus titanum is one of the many plant species in the Park

Im Distrikt liegt der Sibolangit Nature Tourism Park (Taman Wisata Alam Sibolangit), in welchem sehr ursprünglicher Primärwald vorhanden ist. Der Park ist ein beliebtes Touristenziel und viele junge Menschen arbeiten als Tour Guides. Es werden viele Aktivitäten wie 'Baumpflanzungen' und auch religiöse Aktivitäten angeboten. Rund um den Park wird viel Agroforstwirtschaft betrieben. Mangostane, Durian und weitere Garcinia-Arten gehören zu den wichtigsten Früchten und Verkaufsgütern.

## Persönlichkeiten
- Likas Tarigan (1924–2016), Lehrerin und Politikerin.[13] Ehefrau von Djamin Ginting